# هیدروکسوکبالامین
هیدروکسوکبالامین(به انگلیسی: Hydroxocobalamin)، همچنین به عنوان ویتامین B۱۲a و هیدروکسی‌کبالامین نیز شناخته می‌شود، یک ویتامین موجود در غذا است و به عنوان یک مکمل غذایی نیز استفاده می‌شود. به عنوان یک مکمل برای درمان کمبود ویتامین B12 در بیماری‌هایی چون کم‌خونی پرنیشیوز، مسمومیت با سیانید، بیماری لبر و تنبلی چشم سمی کاربرد دارد. این ماده از طریق تزریق عضلانی یا تزریق وریدی تجویز می‌شود.
عوارض جانبی این ماده به‌طور کلی کم بودهو ممکن است شامل اسهال، هیپوکالمی، واکنش‌های آلرژیک و فشار خون بالا باشند. دوزهای طبیعی آن در دوران بارداری بی خطر محسوب می‌شوند. هیدروکسوکبالامین فرم طبیعی ویتامین B۱۲ و عضوی از ترکیبات خانواده کوبالامین است.هیدروکسوکبالامین، یا شکل دیگری از ویتامین B۱۲، برای بدن در ساخت DNA مورد نیاز است.
هیدروکسوکوبالامین برای اولین بار در سال ۱۹۴۹ جداسازی شد. این دارو در فهرست داروهای ضروری سازمان بهداشت جهانی قرار دارد و به صورت یک داروی ژنریک در دسترس است. به صورت تجاری با استفاده از برخی انواع باکتری‌ها سنتز می‌شود.

## همچنین ببینید
- کبامامید
- نیتریک اکسید